# Le Gallois de Rougé
Pour les articles homonymes, voir Gallois (homonymie) et Rougé (homonymie).
 (signalé en mai 2025).
Si vous disposez d'ouvrages ou d'articles de référence ou si vous connaissez des sites web de qualité traitant du thème abordé ici, merci de compléter l'article en donnant les références utiles à sa vérifiabilité et en les liant à la section « Notes et références ».
- Archive Wikiwix
- Bing
- Cairn
- DuckDuckGo
- E. Universalis
- Gallica
- Google
- G. Books
- G. News
- G. Scholar
- Persée
- Qwant
- (zh) Baidu
- (ru) Yandex
- (wd) trouver des œuvres sur Wikidata

J. de Rougé, dit Le Gallois de Rougé, est un chevalier breton, seigneur du Bouays (mort vers 1469).

## Biographie
Fils de Jamet de Rougé, il devint gouverneur de Saint-Malo, d'Auray et d'Ingrandes, conseiller et chambellan du duc de Bretagne, capitaine d'Ancenis. Il prit part aux combats pour le roi de France en Gascogne et fut châtelain du château royal de Verdun, en la sénéchaussée de Toulouse, en 1446. Le Gallois de Rougé est un des seuls seigneurs bretons ayant participé aux combats pour expulser les Anglais de Guyenne en 1453. Il fut ensuite ambassadeur pour le roi de France auprès du duc de Modène en 1460, pour tenter de chasser de Milan François Sforza.